# Роже Бісьєр
Роже Бісьєр (фр. Roger Bissière; 22 вересня 1886, Вільреаль, Ло і Гаронна, Франція — 2 грудня 1964, Буасьєрет, Лот, Франція) — французький живописець, що належав до нефігуративного напрямку Паризької школи (лірична абстракція).

## Біографія та творчість
Син нотаріуса. З 1898 навчався в ліцеї-інтернаті м. Каор, з 1902 — у відомому ліцеї Мішеля де Монтеня в Бордо, куди переїхав працювати батько. З 1903 року почав займатися живописом. У 1904—1905 працював в Алжирі, допомагав художнику-орієнталісту Жоржу-Антуану Рошґроссу. З 1905, після повернення до Франції, відвідував Школу образотворчих мистецтв у Бордо, потім у Парижі, де був учнем Габріеля Ферр'є. Побував у Римі та Лондоні. Писав есе про живопис для різних газет. З 1914 року брав участь у колективних виставках у Салоні незалежних, Осінньому салоні, зблизився з Андре Лотом, Жоржем Браком, Хуаном Ґрісом. У цей період зазнав впливу кубізму. 1920 року опублікував монографію про Шлюб, статті про Цадкіна, Сера, Енгра, Коро. 1921 року в паризькій галереї Поля Розенберга відбулася його перша персональна виставка. З 1923 викладав живопис і малюнок в академії Рансона, 1934 року відкрив у ній майстерню фрескового живопису, яку відвідували Альфред Манесьє, Віра Пагава та ін. Зазнав впливу Пауля Клеє.
Брав участь в оформленні Паризької міжнародної виставки 1937 року. Брав участь у колективних виставках гурту «Свідоцтво». З 1939 року оселився в Буасьєрет, де успадкував від своєї матері невеликий старий будинок. Усамітнено прожив тут роки війни. З 1944 року знову брав участь у виставках. Займався гобеленним мистецтвом. 1950 року був оперований з приводу глаукоми обох очей. З 1951 регулярно виставлявся в паризькій галереї Жанни Бюше. Ілюстрував Франциска Ассізького (1954). Брав участь у бієнале в Сан-Паулу (1955), перших трьох касельських documenta. Займався вітражним мистецтвом у церквах Швейцарії та Франції, зокрема, розробив вітражі для Мецького собору.
Син — Марк-Антуан Біс'єр (нар. 1926), художник, відомий під псевдонімом Louttre.B.

## Визнання
Велика Національна мистецька премія (1952). Почесна премія Венеціанської бієнале.
1990 року пошта Франції випустила на честь Бісьєра марку з репродукцією його картини «Жовте і сіре» (5 фр). Того ж року вийшов документальний фільм Поля та Ані Павлович «Роже Бісьєр, погляд із самого серця».
Rue Roger Bissière у Парижі названа ім'ям художника.

## Підробки
У період з 1985 по 1995 рік британський художник, фальсифікатор витворів мистецтва Джон Майатт створив кілька підроблених картин Рожера Біс'єра для Джона Дрю, продавця підробок картин відомих майстрів. Їхній злочин був названий «найбільшою аферою у сфері мистецтв XX століття».

## Есе про живопис
- T'en fais pas la Marie-- : écrits sur la peinture, 1945—1964 / Baptiste-Marrey, ed. Cognac: Le Temps qu'il fait, 1994